# ويتنوم (أستراليا الغربية)
ويتنوم (بالإنجليزية: Wittenoom)‏ هو موقع ملوث معلن عنه وموقع بلدة سابقة، يبعد 1,420 كيلومتر (880 ميل) شمال شمال-شرق برث في سلسلة جبال هامرسلي في منطقة بيلبارا بأستراليا الغربية.
كانت المنطقة المحيطة بويتنوم رعوية بشكل أساسي حتى ثلاثينيات القرن العشرين عندما بدأ التعدين للأسبستوس الأزرق في المنطقة. بحلول عام 1939، بدأ التعدين الرئيسي في منطقة يامباير جورج، والذي تم إغلاقه بعد ذلك في عام 1943 عندما بدأ التعدين في وادي ويتنوم. في عام 1947 تم بناء مدينة شركة، وبحلول الخمسينات كانت أكبر مدينة في منطقة بيلبارا. خلال الخمسينيات وأوائل الستينيات من القرن العشرين، كانت ويتنوم المورد الوحيد للأسبستوس الأزرق في أستراليا. تم إغلاق المنجم في عام 1966 بسبب عدم الربحية وتزايد المخاوف الصحية من تعدين الأسبستوس في المنطقة.
اليوم، لا يزال مقيم واحد يعيش في البلدة المهجورة، التي لا تتلقى أي خدمات حكومية. في ديسمبر 2006، أعلنت حكومة أستراليا الغربية أن الوضع الرسمي للبلدة سيتم إزالته، وفي يونيو 2007، أعلن جون فورد، وزير التنمية الإقليمية، أن المدينة قد أُزيلت رسميًا. تمت إزالة اسم البلدة من الخرائط الرسمية وعلامات الطرق ومنطقة شاير أوف أشبرتون قادرة على إغلاق الطرق التي تؤدي إلى المناطق الملوثة.
اجتمعت لجنة ويتنوم التوجيهية في أبريل 2013 لإنهاء عملية إغلاق المدينة، والحد من الوصول إلى المنطقة وزيادة الوعي بالمخاطر. يتم تحديد تفاصيل كيفية تحقيق ذلك، ولكن من المحتمل أن يتطلب ذلك إزالة سكان المدينة المتبقين، وتحويل الأراضي الحرة إلى أراضي تاجية، وهدم المنازل وإغلاق الطرق أو تغيير مسارها. بحلول عام 2015 بقي ستة مقيمين. في عام 2017 انخفض العدد إلى أربعة، في عام 2018 إلى ثلاثة، وإلى واحد في عام 2019.

## تاريخ
في عام 1917، سجل قسم المناجم لأول مرة وجود الأسبستوس الأزرق في نطاقات هامرسلي. اكتشف لانغلي هانكوك وادي ويتنوم في ملكية مُلقا داونز في أوائل الثلاثينيات. في عام 1937.

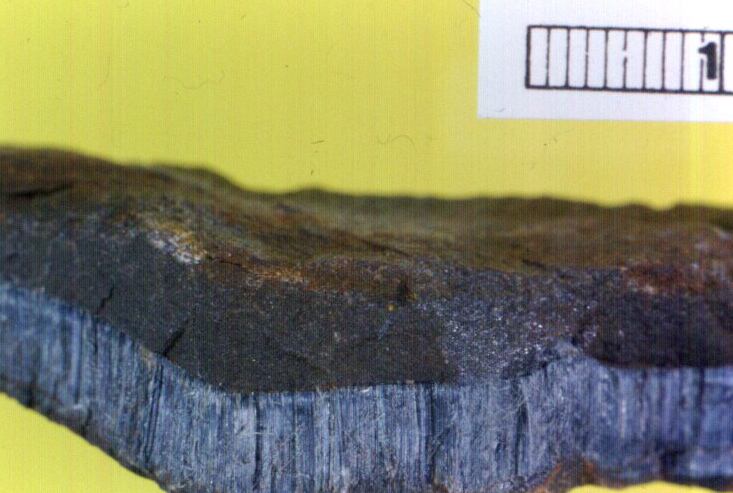
الاسبستوس الأزرق (الكروسيدوليت) من ويتنوم

### مخاوف صحية

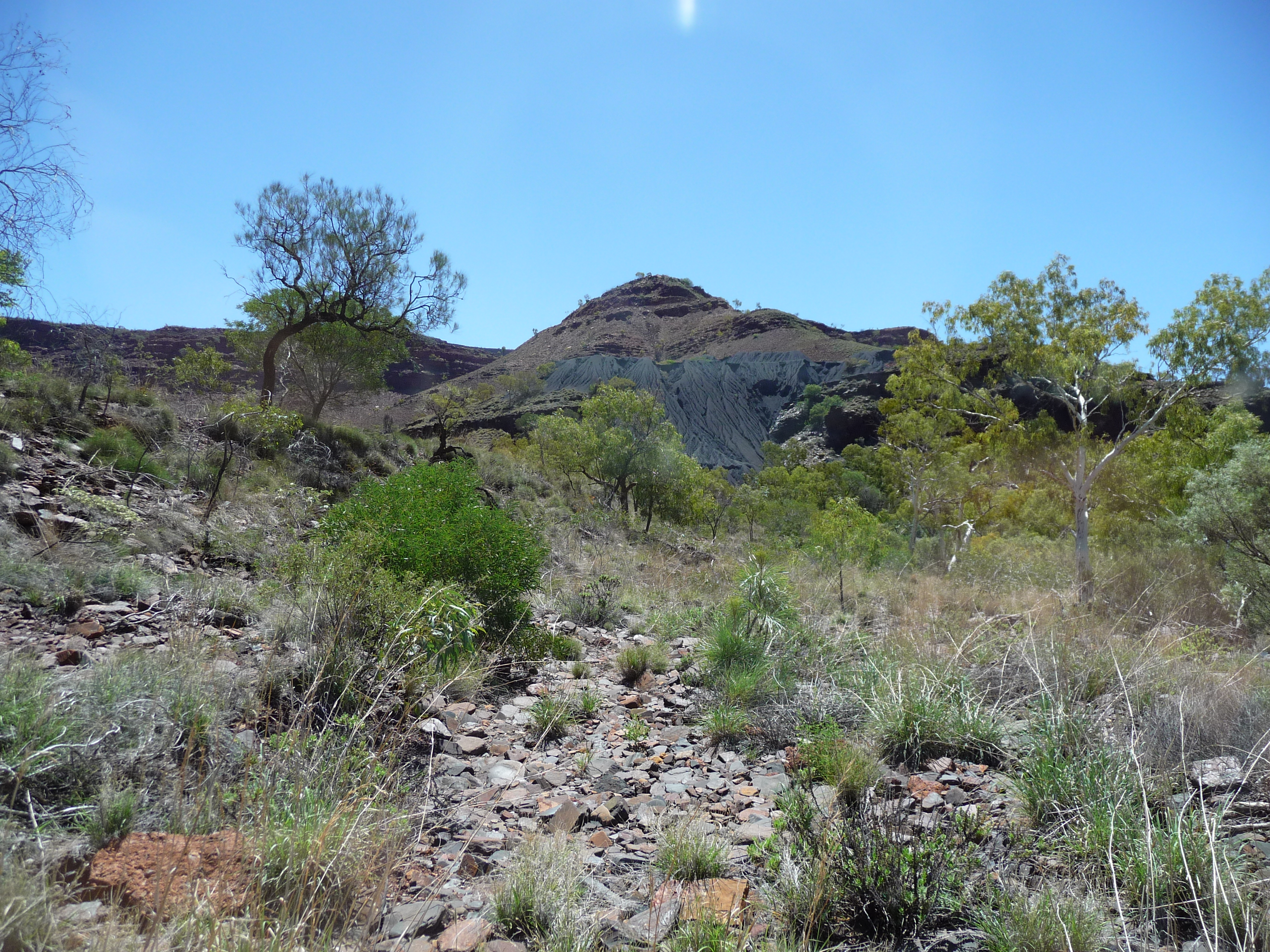
مخلفات منجم بالقرب من بلدة ويتنوم

في عام 1944، أبلغ مفتش المناجم آدامز عن خطر الغبار في ويتنوم وناقش الحاجة إلى تقليل مستويات الغبار، وأبلغ مهندس مساعد التعدين في ولاية أسترايا الغربية عن مخاطر الغبار المتولد في ويتنوم. حدثت أول حالة لتليف الرئتين في ويتنوم في عام 1946، على الرغم من أنه لم يتم تشخيصها بشكل نهائي حتى وقت لاحق. في عام 1948، كتب الدكتور إريك سانت، المسؤول الطبي الحكومي، إلى رئيس قسم الصحة في أستراليا الغربية. وحذر من مستويات الغبار في المنجم والطاحونة، ونقص المستخلصات وأخطار الأسبست وخطر التليف، ونصح بأن المنجم سينتج أكبر محصول من الأسبست الذي شهده العالم. كما نصح إدارة منج ويتنوم بأن الأسبست خطير وأن الرجال المعرضين سيصابون بأمراض الصدر في غضون ستة أشهر.
قدم الدكتور جيم ماكنولتي، الذي كان يعمل في قسم الصحة في ولاية غرب أستراليا، عرضًا مباشرًا لظروف العمل التي لاحظها عندما زار ويتنوم لإجراء فحص سريري في عام 1959 (أخبار السلامة الأسترالية، مايو 1995). وذكر: «كانت بشكل عام قذرة ومغبرة، وكانت هناك كتل من الأسبستوس في جميع أنحاء الأرض، وكانت ملابس المرء متسخة بسرعة عن طريق ملامسة أي سطح ...... كانت كل عملية في المنجم مرتبطة بالغبار.»حذر الدكتور ماكنولتي مرارًا وتكرارًا مدير الشركة من الأخطار التي يتعرض لها عمال المناجم والأشخاص الذين يعيشون في المدينة. لم يكن للدكتور ماكنولتي ووزارة الصحة القدرة على طلب من المسؤولية الاجتماعية للشركات لإغلاق المنجم.
بين عامي 1977 و1992، تم تنفيذ ثماني دراسات تشمل مراقبة الهواء من قبل وزارة الصحة في غرب أستراليا وسلطات أخرى. كان هناك عدد من أوجه القصور في هذه الدراسات، مما يعني أن النقاش حول المخاطر على السكان لم يتم تسويته بشكل نهائي. تقدم تقارير هيئة حماية البيئة تفاصيل عن مدى التلوث. وأشارت تقارير التفتيش إلى أن ألياف الأسبست كانت موجودة بكميات في كل منطقة من مناطق البلدة تقريباً.

### هدم البلدة

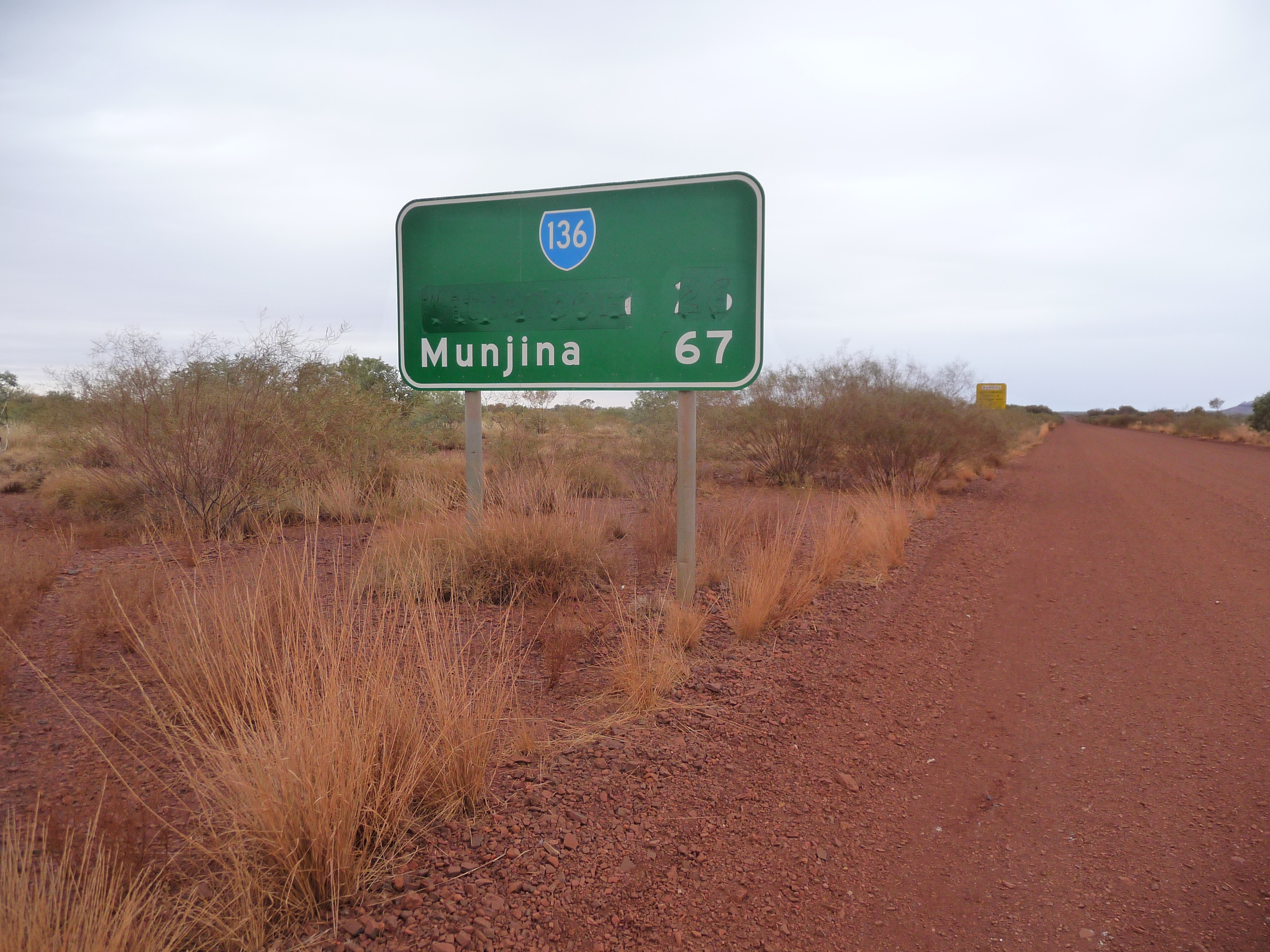
تمت إزالة ويتنوم من علامات الطرق والخرائط

في عام 1978، اعتمدت حكومة الولاية سياسة التخلّص التدريجي من النشاط في بلدة ويتنوم. واعتبرت هذه السياسة أنسب مسار للعمل يتم اتخاذه استجابة للتلوث الواسع النطاق للكروسيدوليت داخل وحول المدينة. شجعت السياسة السكان على الانتقال من ويتنوم طواعية، من خلال شراء منازلهم وأعمالهم وممتلكاتهم وتضمنت مساهمة في تكاليف نقلهم. عارضت منطقة شاير آشبورتون والعديد من السكان المحليين إغلاق المدينة؛ ضغطوا بقوة لتنظيف المدينة وتطويرها كمنطقة جذب سياحي.
في عام 1981، أعادت الحكومة تأكيد سياستها للتخلص التدريجي من ويتنوم وبدأت التخطيط لمنتجع سياحي جديد. في عام 1984، عدلت الحكومة السياسة لضمان الحفاظ على مرافق حكومة الولاية الحالية وفندق فورتسكيو حتى تتوفر البدائل. حتى نهاية عام 1991، تم إنفاق أكثر من 1.4 مليون دولار في ظل سياسة التخفيض التدريجي، ونتيجة لذلك انخفض عدد سكان ويتنوم من أكثر من 90 في مايو 1984 إلى حوالي 45 في مارس 1992. بين عامي 1986 و1992، هدمت الحكومة حوالي 50 منزلا ومبانٍ أخرى. عندما انخفض عدد السكان، تم إغلاق المدرسة ومركز التمريض ومركز الشرطة، مع تقديم خدمات بديلة بشكل أساسي من بلدة توم برايس. في عام 1993 تم إغلاق المطار رسميًا ونصحت الحكومة سكان ويتنوم بأنهم لن يضطروا إلى المغادرة ، ولكن لن يتم تشجيع السكان الجدد على البلدة. تم إعداد عدد من التقديرات حول التكلفة والطرق الممكنة لإعادة تأهيل ويتنوم ومواقع المناجم القريبة من قبل منظمات مثل شاير أوف أشبورتون ووزارة المعادن والطاقة وهيئة حماية البيئة.
في عام 1993، كلفت الحكومة سي إم بي وإف البيئية لإجراء دراسة جدوى لتنظيف موقع البلدة. ووجدت الدراسة أنه لا يزال هناك تلوث واسع النطاق، بعد ما يقرب من خمسة عشر عامًا جرت خلالها محاولات لتنظيف المدينة. واقترح التقرير النهائي تنظيف يشمل إزالة 100 مـم (3.9 بوصة) للتربة العلوية الملوثة واستبدالها بتغطية الحصى بموجب إرشادات صارمة. وقدرت التكلفة بنحو 2.43 مليون دولار، واقترح التقرير أنه يمكن تطوير المدينة بشكل أكبر بعد التنظيف. لم يتم تنظيف المدينة بشكل منهجي. يعتقد أعضاء اللجنة المشتركة بين الإدارات في ويتنوم أنه من غير المحتمل أن يتم تنظيف المدينة بشكل مرضٍ وأن فوائد محاولة تنظيف المدينة لم تتناسب مع التكاليف أو المخاطر التي تنطوي عليها. كانت الآثار القانونية لتشجيع الناس على العيش في مدينة ملوثة بالكروسيدوليت (حتى بعد التنظيف) هائلة. إذا أصيب السكان أو الزوار بمرض متعلق بالأسبستوس في وقت ما في المستقبل، فمن المحتمل جدًا أن يبدأوا في اتخاذ إجراء قانوني ضد الحكومة أو المنظمات المشاركة في مثل هذا المشروع.

### الوضع الراهن

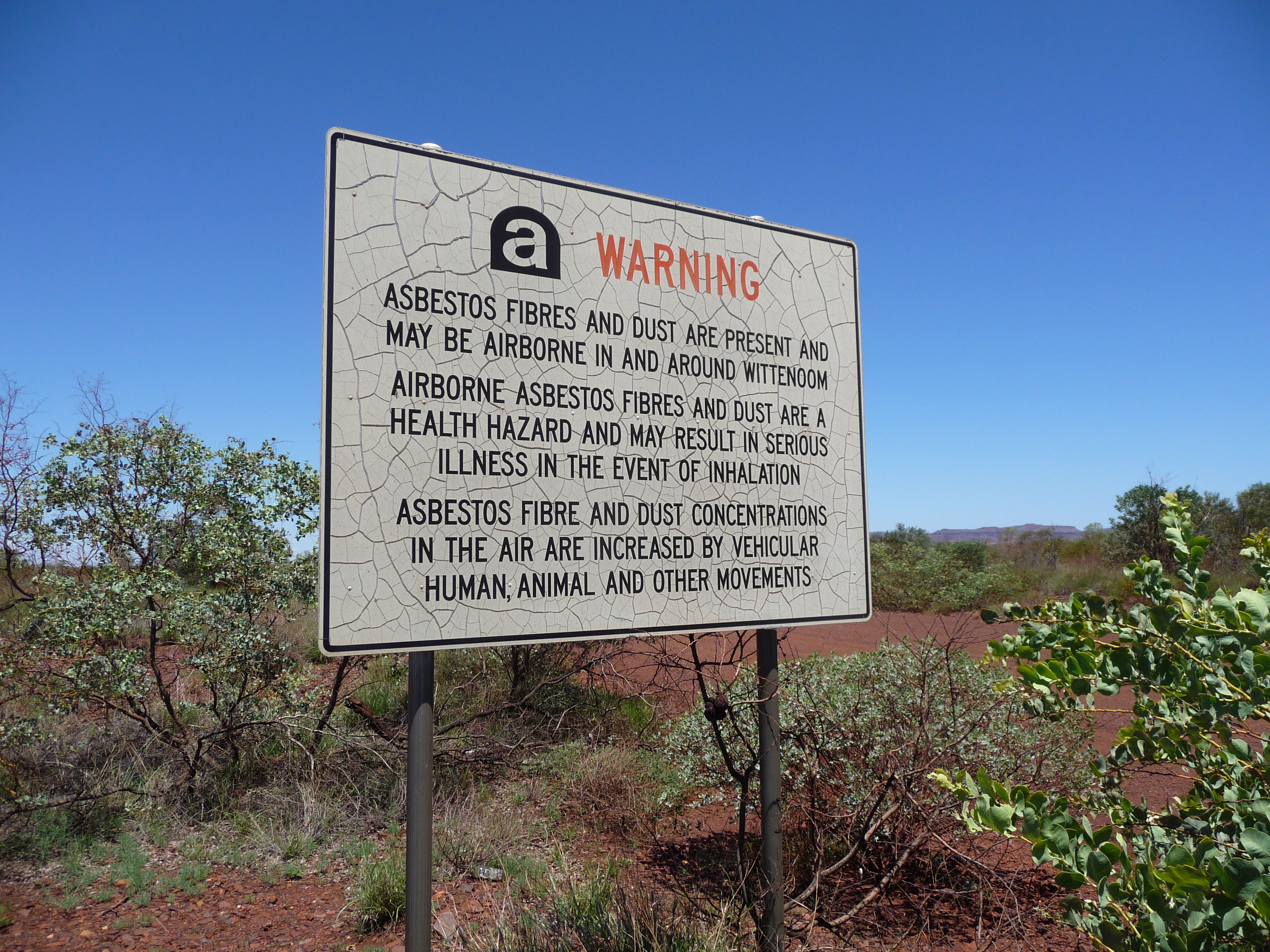
علامة تحذير حول الأسبستوس داخل ويتنوم وحولها

اعتبارًا من عام 2016، كان لدى ويتنوم ثلاثة مقيمين دائمين فقط يتحدون إزالة حكومة أستراليا الغربية للخدمات وذكروا العزم لهدم البلدة. في 30 يونيو 2006، أغلقت الحكومة شبكة الكهرباء إلى ويتنوم. كان لا يزال هناك ثلاثة حتى أواخر عام 2018، عندما قدمت الحكومة خططًا لإخراجهم.
قام تقرير أعده الاستشاريون مجموعة جي إتش دي وبارسونس برينكرهوف في نوفمبر 2006 بتقييم المخاطر المستمرة المرتبطة بتلوث الأسبستوس في المدينة والمناطق المحيطة بها، وصنف الخطر على الزوار كمتوسط وللمقيمين على أنه شديد. في ديسمبر 2006، أعلن وزير بيلبارا والتنمية الإقليمية جون فورد أنه سيتم إزالة وضع ويتنوم كمدينة، وفي يونيو 2007، أعلن أنه تم إزالة وضع موقع المدينة رسميًا.
راجع كل من وزارة الصحة ومراجع المواقع الملوثة المعتمد التقرير، وخلصت النتائج الأخيرة إلى أن التواجد المكتشف لألياف الأسبستوس الحرة في التربة السطحية من مواقع أخذ العينات يمثل خطرًا غير مقبول على الصحة العامة. أوصى المراجع بتصنيف موقع البلدة السابق والمناطق المتأثرة الأخرى المحددة في التقرير على أنها «ملوثة - المعالجة مطلوبة». بعد ذلك صنفت وزارة البيئة والحفظ ويتنوم كموقع ملوث بموجب قانون المواقع الملوثة لعام 2003 في 28 يناير 2008.
ومع ذلك، فإن الرأي ليس بالإجماع على الخطر الذي يشكله. قال مارك نيفيل، الجيولوجي والمنتمي لحزب العمال السابق في حركة تحرير ألغام لمنطقة التعدين والرعوية، في مقابلة عام 2004 أن مستويات الأسبستوس في البلدة كانت أقل من مستوى الكشف عن معظم المعدات، والخطر الحقيقي يقع في الممر نفسه الذي يحتوي على نفايات المنجم. كان السكان يديرون ذات مرة أرض تخييم وبيت ضيافة ومتجر جوهري لتمرير السياح. سقف متجر الأحجار الكريمة مرصوف الآن وخشب بيت الضيافة فاسد، في حين أن مكان التخييم لا يمكن العثور عليه.
أفيد في عام 2018 أن الآلاف من المسافرين ما زالوا يزورون هذه البلدة الهجورة كل عام كشكل من أشكال السياحة المتطرفة.
سجل ورم الظهارة المتوسطة الأسترالي (آي إم أر) هو طريقة أخرى تشارك فيها الحكومة الأسترالية في مكافحة السرطان المرتبط بالأسبستوس. قاعدة البيانات الوطنية هذه تتبع المعلومات حول الأشخاص الذين تم تشخيصهم بورم الظهارة المتوسطة بعد يوليو 2010. يسجل جميع الحالات الجديدة من أجل مساعدة الحكومة على وضع سياسات حول كيفية التعامل مع الأسبستوس التي لا تزال في البلاد والحد من ورم الظهارة المتوسطة في المستقبل.

## قوى عاملة
المناخ في ويتنوم حار ورطب في الصيف، الأمر الذي جعل ظروف العمل في المنجم المتسخ والتهوية سيئة والمطاحن غير مريحة. غالبًا ما بقي العديد من العمال في المدينة لفترات قصيرة فقط. على الرغم من أنه تم توظيف حوالي 200 شخص في وقت واحد، إلا أن حوالي 7000 عامل عملوا في المنجم خلال 23 عامًا من تشغيله. وبقي نصفهم تقريباً لمدة تقل عن ثلاثة أشهر. واجهت المسؤولية الاجتماعية للشركات مشاكل في جذب العمال إلى المنجم والطاحونة، وفي عام 1951 كتب إلى إدارة الهجرة بطلب المساعدة. أرسلت المسؤولية الاجتماعية للشركات ممثلين إلى الدول الأوروبية، مثل إيطاليا، لتوظيف العمال. وقع العديد من المهاجرين الأوروبيين غير القادرين على العثور على عمل في بلادهم عقدًا لمدة عامين مع المسؤولية الاجتماعية للشركات للعمل في منجم ومطحنة ويتنوم. لم يتمكنوا من مغادرة ويتنوم قبل نهاية عقدهم ما لم يسددوا أجرة المسؤولية الاجتماعية للشركات الخاصة بهم، وهو أمر مستحيل بالنسبة لمعظمهم.
كانت ظروف العمل أثناء تشغيل المناجم والمطاحن في ويتنوم سيئة للغاية، خاصة بالمقارنة مع التسعينيات. كانت المشكلة الأكبر هي غبار الأسبست الذي يتألف من ألياف أسبستوس صغيرة محمولة جواً. عمل الموظفون بشكل مستمر بين غبار الأسبستوس في المنجم والمطحنة رديئة التهوية، عادةً بدون معدات تنفس واقية شخصية فعالة. لم تكن ممارسات العمل ونظم العمل الآمنة واضحة.

## ميراث

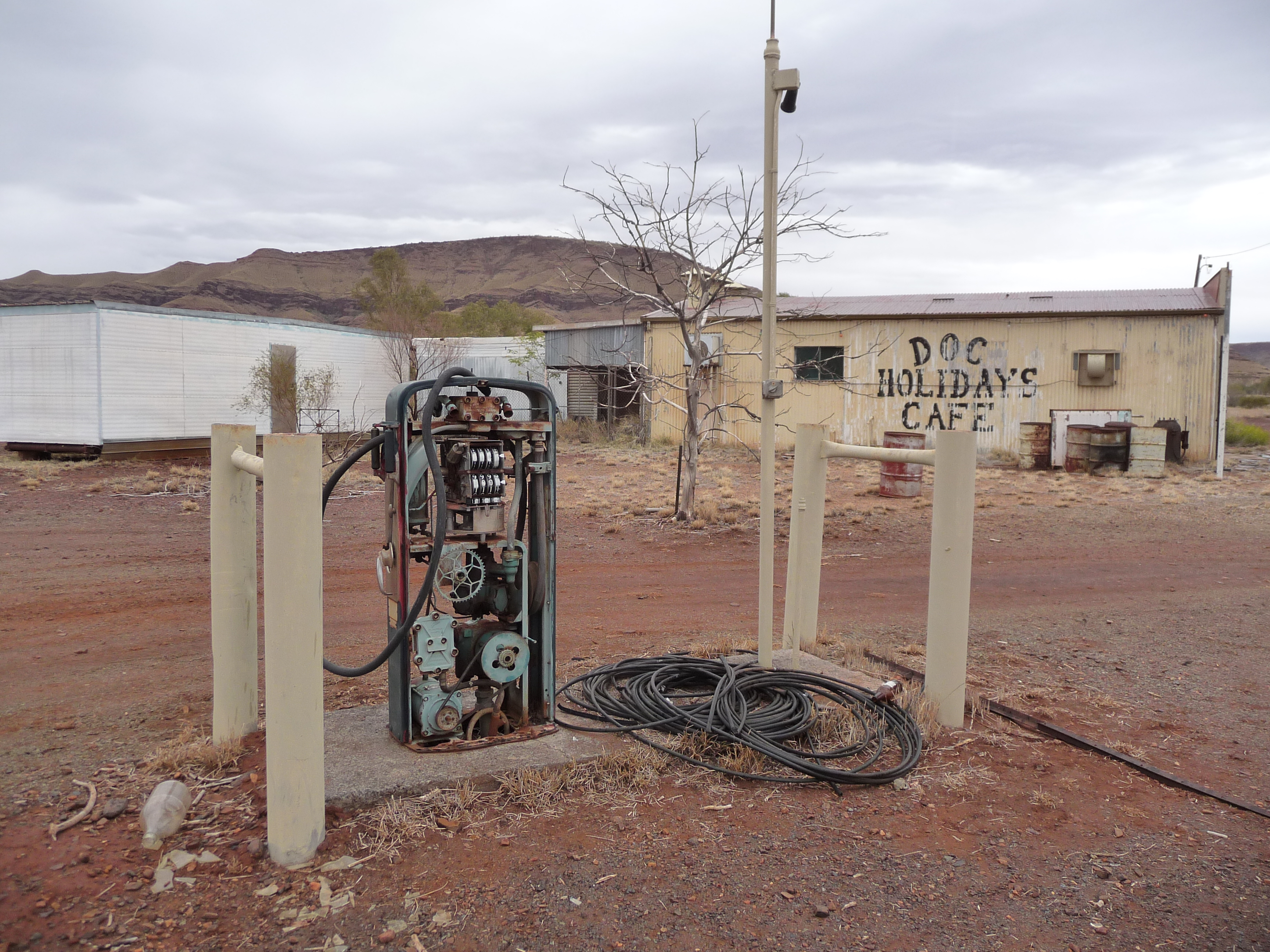
مقهى دوك هوليدايز (مهجور) عند مدخل المدينة

وظفت شركة بلو أسبستوس الأسترالية 6500 رجل و500 امرأة في تعدين وطحن الكروسيدوليت في ويتنوم بين عامي 1943 و1966. تم تتبع هذه المجموعة بشكل دوري للحالة الحيوية وسبب الوفاة منذ عام 1975. بحلول عام 1986، كان هناك 85 حالة وفاة بسبب ورم الظهارة المتوسطة الجنبي والصفاقي. لم يحدث أي شيء خلال عشر سنوات من التعرض الأول للكروسيدوليت. قدم المسح للغبار في الصناعة الذي تم إجراؤه في عام 1966 أساسًا لتقديرات التعرض التراكمي للكروسيدوليت لأعضاء المجموعة. تم فحص العلاقات بين التعرض والاستجابة. تزداد معدلات الإصابة بورم الظهارة المتوسطة بشكل كبير مع مرور الوقت منذ التعرض الأول، كما تزداد مع شدة التعرض للكروسيدوليت. النمذجة الرياضية للعلاقة بين حدوث ورم الظهارة المتوسطة وشدة التعرض، ومدة التعرض والوقت منذ أول تعرض يؤدي إلى تقدير يصل إلى 700 حالة ورم الظهارة المتوسطة في هذا المجموعة بحلول عام 2020.
استلهمت أغنية فرقة ميدنايت أويل لعام 1990، «بلو سكاي ماين» وألبومهم بلو سكاي ماينينغ، من المدينة وصناعة التعدين فيها، وكذلك أغنية هي فيدز أواي وبلو مردر للكاتب أليستر هيولت. المدينة وتاريخها واردين أيضًا في رواية ديرت ميوزك لتيم وينتون.
ابتكر الشاعر الرقمي جايسون نيلسون العمل ويتنوم: قذيفة المضاربة والنسيم السرطاني، وهو استكشاف تفاعلي لموت المدينة. وقد فاز بجائزة نيوكاسل للشعر في عام 2009.

## روابط خارجية
- ويتنوم: تلوث الأسبستوس وإدارته (حكومة أستراليا الغربية)
- جمعية أمراض الأسبستوس في أستراليا